# Кизерка
Кизерка — река в России, протекает по Уржумскому району Кировской области. Устье реки находится в 237 км от устья Вятки по правому берегу. Длина реки — 29 км, площадь водосборного бассейна — 170 км².
Исток реки находится в Матвеевском лесу в 23 км к юго-востоку от Уржума. В верхнем и среднем течении река течёт на северо-восток, в нижнем течении выходит на низменную пойму Вятки, где поворачивает на юго-восток и течёт параллельно Вятке вплоть до устья. Протекает деревни Никитино, Савиново (центр Савиновского сельского поселения), Нолишки, Кизерь (Русско-Турекское сельское поселение). Притоки — Талмек (левый); Улановка, Озенерка (правые).

## Данные водного реестра
По данным государственного водного реестра России относится к Камскому бассейновому округу, водохозяйственный участок реки — Вятка от водомерного поста посёлка городского типа Аркуль до города Вятские Поляны, речной подбассейн реки — Вятка. Речной бассейн реки — Кама.
Код объекта в государственном водном реестре — 10010300512111100038378.